# Station Jaworzno Ciężkowice
Station Jaworzno Ciężkowice is een spoorwegstation in de Poolse plaats Jaworzno.